# Explosions (álbum)
Explosions —en español: «Explosiones»— es el séptimo álbum de la banda canadiense de metal alternativo Three Days Grace, donde fue lanzado el 6 de mayo de 2022 a través de RCA Records. El álbum fue producido por la dicha banda. Es el tercer álbum que presenta a Matt Walst como vocalista principal y el último antes del regreso del vocalista fundador Adam Gontier en 2024.
El álbum fue precedido por el lanzamiento de su primer sencillo, "So Called Life".

## Antecedentes y grabaciones
Tras la conclusión de su gira para su álbum Outsider (2018), la banda comenzó a escribir música para su próximo álbum. Sin embargo, la pandemia de COVID-19 complicó el proceso de composición y producción del álbum. El 1 de marzo de 2021, la banda confirmó que estaban en el estudio de grabación de su séptimo álbum de estudio en Instagram. La banda anunció su séptimo álbum de estudio, Explosions, después del lanzamiento de "So Called Life". También anunciaron las fechas de la gira de primavera que tendrá lugar en abril y mayo de 2022. En febrero de 2022, la banda reveló oficialmente la lista de canciones y la portada del álbum.
El bajista Brad Walst explicó el proceso de grabación del álbum: "No nos vimos durante mucho tiempo. Grabamos nueve o diez canciones por separado, en diferentes estudios y solos, lo que nunca antes habíamos hecho". El baterista Neil Sanderson habló sobre lo que inspiró el disco con Loudwire: "Hay un tema común que lo atraviesa: la noción de sentir que tienes que centrarte en ti mismo en el mundo de hoy, pero al mismo tiempo, tienes para escuchar las opiniones de todos".

## Lista de canciones
Todas las canciones escritas y compuestas por Three Days Grace. 
| N.º | Título                                  | Duración |  |
| 1.  | «So Called Life»                        | 3:26     |  |
| 2.  | «I Am the Weapon»                       | 2:55     |  |
| 3.  | «Neurotic» (con Lukas Rossi)            | 3:17     |  |
| 4.  | «Lifetime»                              | 2:56     |  |
| 5.  | «A Scar Is Born»                        | 3:33     |  |
| 6.  | «Souvenirs»                             | 3:10     |  |
| 7.  | «No Tomorrow»                           | 2:52     |  |
| 8.  | «Redemption»                            | 3:10     |  |
| 9.  | «Champion»                              | 3:01     |  |
| 10. | «Chain of Abuse»                        | 3:05     |  |
| 11. | «Someone to Talk to» (con Apocalyptica) | 2:53     |  |
| 12. | «Explosions»                            | 3:27     |  |

## Posicionamiento en lista
| Lista (2022)                            | Posición |
| --------------------------------------- | -------- |
| Alemania (Offizielle Top 100)           | 28       |
| Austria (Ö3 Austria)                    | 37       |
| Canadá (Billboard Canadian Albums)      | 30       |
| Escocia (Scottish Albums Chart)         | 92       |
| UK Album Sales (OCC)                    | 42       |
| Reino Unido (UK Album Downloads)        | 43       |
| UK Physical Albums (OCC)                | 47       |
| Reino Unido (UK Rock & Metal Albums)    | 8        |
| Suiza (Schweizer Hitparade)             | 53       |
| Estados Unidos (Billboard 200)          | 102      |
| Estados Unidos (Top Alternative Albums) | 9        |
| Estados Unidos (Top Rock Albums)        | 13       |
| US Top Hard Rock Albums (Billboard)     | 4        |

## Créditos
Three Days Grace
- Matt Walst - Voz líder, guitarra rítmica
- Barry Stock - Guitarra líder
- Brad Walst - Bajo
- Neil Sanderson - Batería

Músicos adicionales
- Lukas Rossi: voz (pista 3).
- Eicca Toppinen: Chelo (pista 11)
- Paavo Lötjönen: Chelo (pista 11)
- Perttu Kivilaakso: Chelo (pista 11)
- Mikko Sirén: batería (pista 11)